# Křenová omáčka
Křenová omáčka, někdy také křenovka, je typicky česká omáčka vyrobená z křenu a smetany.

## Charakteristika
Omáčka má krémovou smetanovou texturu a výraznou štiplavou křenovou chuť. Obvykle bývá dochucena cukrem a octem nebo citronovou šťávou. K omáčce se podává vařené hovězí maso, uzené maso, ovar nebo i jen vajíčko.